# Metrodoros (4. Jahrhundert)
Metrodoros war ein im 4. Jahrhundert lebender spätantiker Philosoph. Über seine Person ist kaum etwas bekannt, doch spielten seine Handlungen nach Angaben einiger Geschichtsschreiber angeblich eine gewisse Rolle im Konflikt zwischen dem Römischen Reich und dem neupersischen Sassanidenreich im frühen 4. Jahrhundert.

## Die „Lügen des Metrodoros“
Der bedeutende spätantike Geschichtsschreiber Ammianus Marcellinus berichtet im Zusammenhang mit dem Perserkrieg Kaiser Julians, der für die Römer verloren ging (siehe Frieden von 363), von einer bemerkenswerten Episode: Ammianus behauptet, nicht Julian, sondern Konstantin treffe die Schuld für den Krieg mit Persien, denn Konstantin habe gierig den „Lügen des Metrodoros“ (Metrodori mendaciis) Glauben geschenkt, worauf Ammianus ausführlicher bereits an anderer Stelle eingegangen sei. Die betreffende Passage ist jedoch nicht erhalten, da das Werk des Ammianus erst ab dem 14. Buch überliefert ist.
Dass diese sogenannten „Lügen des Metrodoros“ aber einen märchenhaften Charakter hatten, geht aus einer Parallelüberlieferung hervor, die in späteren griechischen Quellen greifbar ist. So berichtet der mittelbyzantinische Chronist Georgios Kedrenos davon, dass in den 20er Jahren des 4. Jahrhunderts ein Philosoph namens Metrodoros, der persischer Abstammung war, zu den Brahmanen in Indien aufbrach. Bei diesen erwarb er sich großes Ansehen, er soll ihnen auch Kenntnisse von Wasserrädern und Bädern vermittelt haben. Unter einem Vorwand schlich er sich jedoch in ihre Schreine und stahl zahlreiche Edelsteine und Perlen. Weitere Geschenke soll er von indischen Königen für Kaiser Konstantin erhalten haben. Metrodoros soll sich dann nach Konstantinopel begeben haben. Konstantin soll von den Geschenken sehr angetan gewesen sein. Doch dann soll Metrodoros gegenüber dem Kaiser behauptet haben, er habe weitere Geschenke erhalten, die aber der Sassanidenkönig Schapur II. beschlagnahmt habe. Daraufhin habe der erzürnte Konstantin einen Brief an Schapur geschrieben, den dieser unbeantwortet gelassen habe. Bald darauf sei aber der Krieg zwischen Rom und Persien ausgebrochen.
Auch in der mittelbyzantinischen Chronik des Leon Grammatikos findet sich ein ähnlicher Bericht. Dies ist dadurch zu erklären, dass sowohl Kedrenos als auch Leon bei ihren Chroniken auf älteres Material zurückgriffen und dieses nur kompilierten (Kedrenos) oder nur geringfügig bearbeiteten (Leon). Bereits in ihren Vorlagen waren diese Übereinstimmungen enthalten, die, wohl vermittelt über ein zusammenfassendes Geschichtswerk (Epitome), auf eine gemeinsame Quelle zurückzuführen sind. Es handelt sich dabei um die sogenannte Leoquelle, ein Geschichtswerk, das der Forscher Bruno Bleckmann mit den heute verlorenen Historien des Petros Patrikios (6. Jahrhundert) gleichgesetzt hat. Diese These wird inzwischen mehrheitlich akzeptiert. Bleckmann konnte zudem plausibel nachweisen, dass Petros für das 4. Jahrhundert ein paganes Geschichtswerk herangezogen hat, das vermutlich in lateinischer Sprache verfasst war und in dem ein senatorischer Standpunkt vertreten wurde. Die Existenz einer solchen Grundquelle gilt als sehr wahrscheinlich, wenngleich Bleckmanns These, es habe sich dabei um die Annales des Virius Nicomachus Flavianus gehandelt, umstritten ist. Doch erklärt diese Grundquelle die Übereinstimmung der byzantinischen Autoren mit Ammianus’ Bemerkung bezüglich der „Lügen des Metrodoros“, denn offensichtlich bezog sich Ammianus auf ebendiese Episode und erhielt seine Informationen ebenso wie die mittelbyzantinischen Chronisten (vermittelt über die Leoquelle bzw. die darauf basierende Epitome) aus der besagten Grundquelle. In diesem Zusammenhang ist es denn auch letztendlich unerheblich, ob es sich dabei um Nicomachus Flavianus oder einen anderen Autor gehandelt hat.
Schon die Tatsache, dass diese mit unglaubhaften Elementen angereicherte Erzählung von Kedrenos wiedergegeben wird, ist erstaunlich. Aber auch in anderen Quellen wird davon berichtet, dass ein gewisser Metrodoros nach Indien gereist sei, weshalb es möglich ist, dass eine solche Reise auch tatsächlich stattgefunden hat – wenngleich der Rest der Erzählung sicherlich märchenhaft ausgeschmückt und nicht glaubhaft ist. Der Grund dafür, dass sich Ammianus dennoch darauf beruft, ist recht offensichtlich, da er so seinen Helden Julian vor Anfeindungen aufgrund des gescheiterten Persienfeldzugs in Schutz nehmen konnte. Daher griff Ammianus den Bericht der Grundquelle (in dem wohl bereits gegen Konstantin polemisiert wurde) auf und prangerte als Schuldigen für den Krieg Konstantin an, den Ammianus ohnehin eher negativ betrachtete. Mit den wirklichen historischen Hintergründen, die 337/38 zum Krieg zwischen Rom und Persien führten (und die auch aus anderen Quellen gut rekonstruiert werden können), hatte dies freilich nichts zu tun, zumal Julian selbst den Krieg gegen Persien 362/63 erneut angestrebt hatte.